# Bäralm
Bäralm eller amerikansk bäralm, Celtis occidentalis, är en hampväxtart som beskrevs av Carl von Linné. Celtis occidentalis ingår i släktet Bäralmar (Celtis) och familjen hampväxter. Inga underarter finns listade i Catalogue of Life.

## Bildgalleri

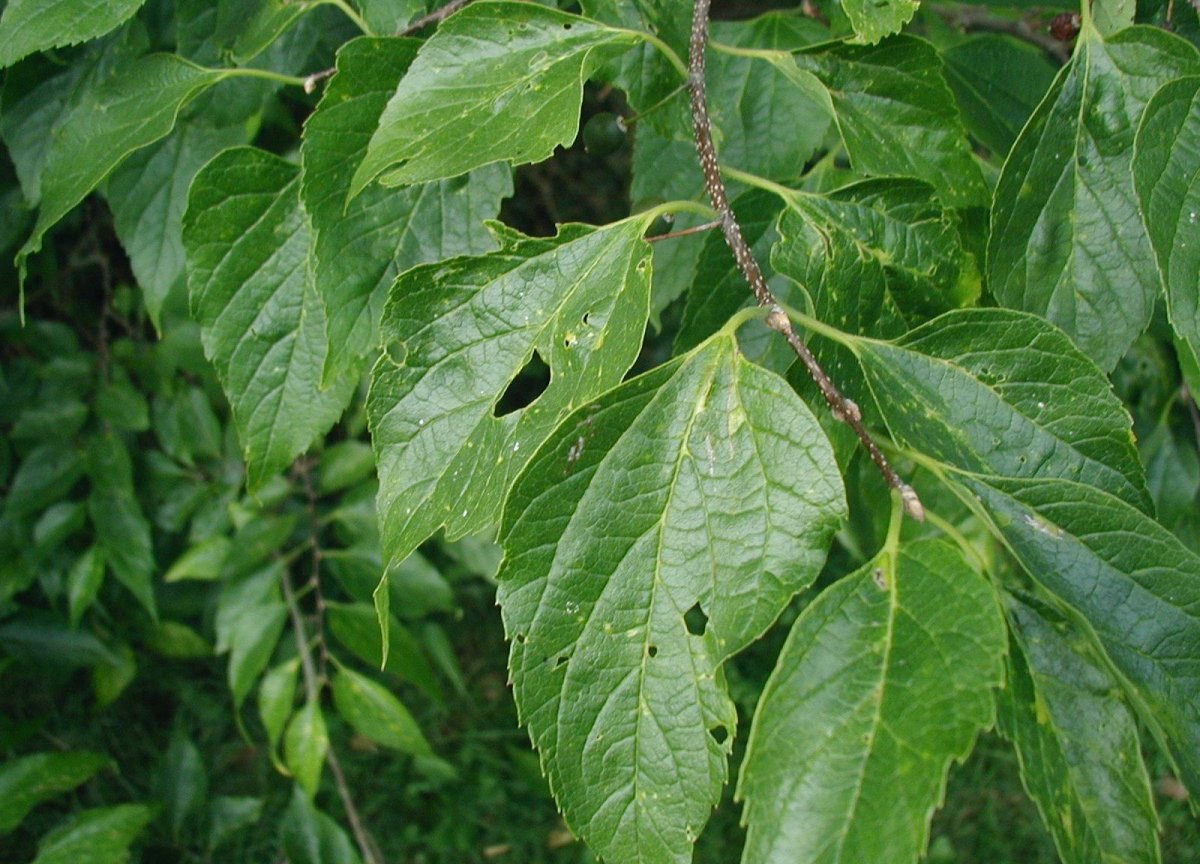
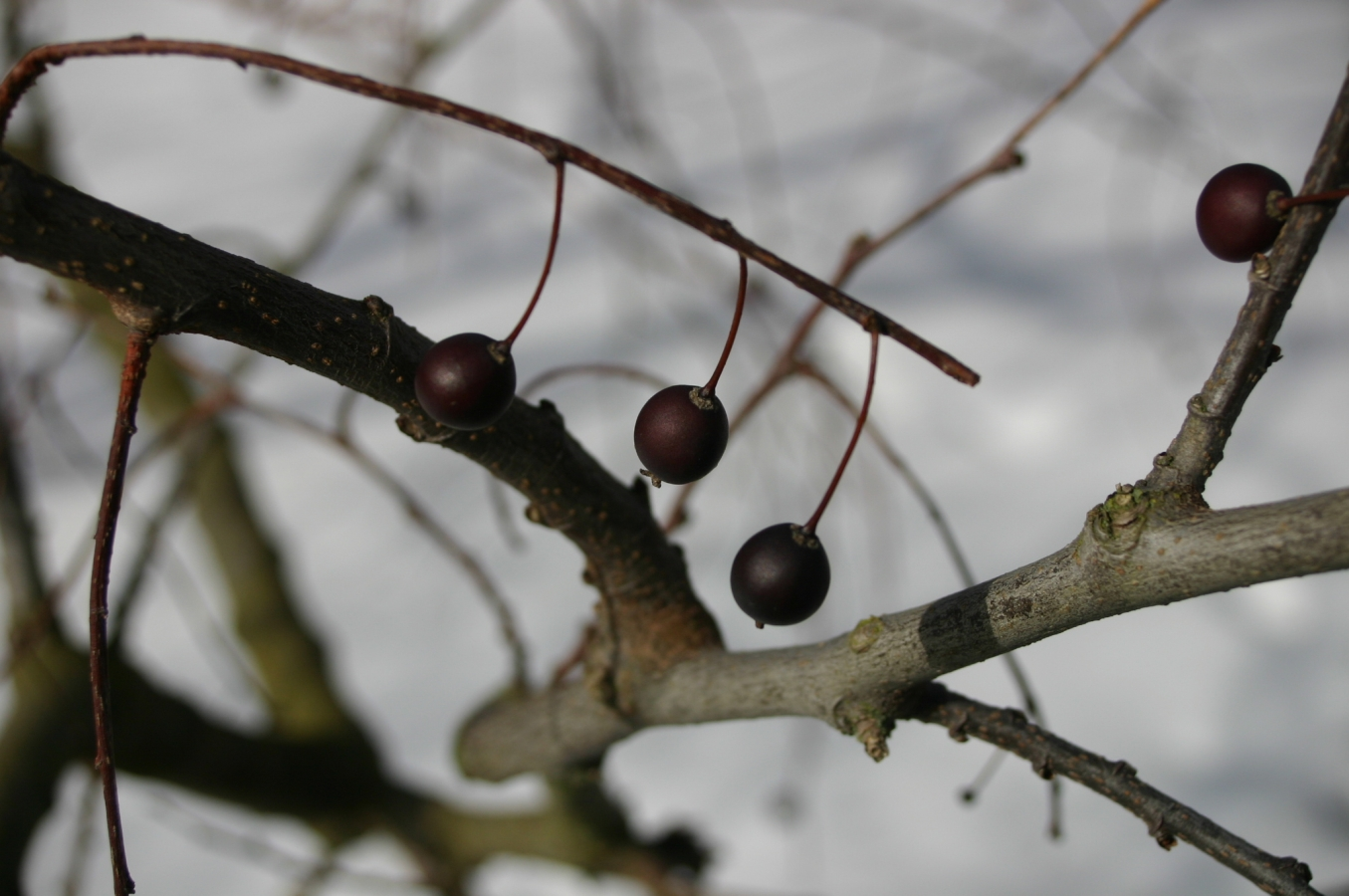
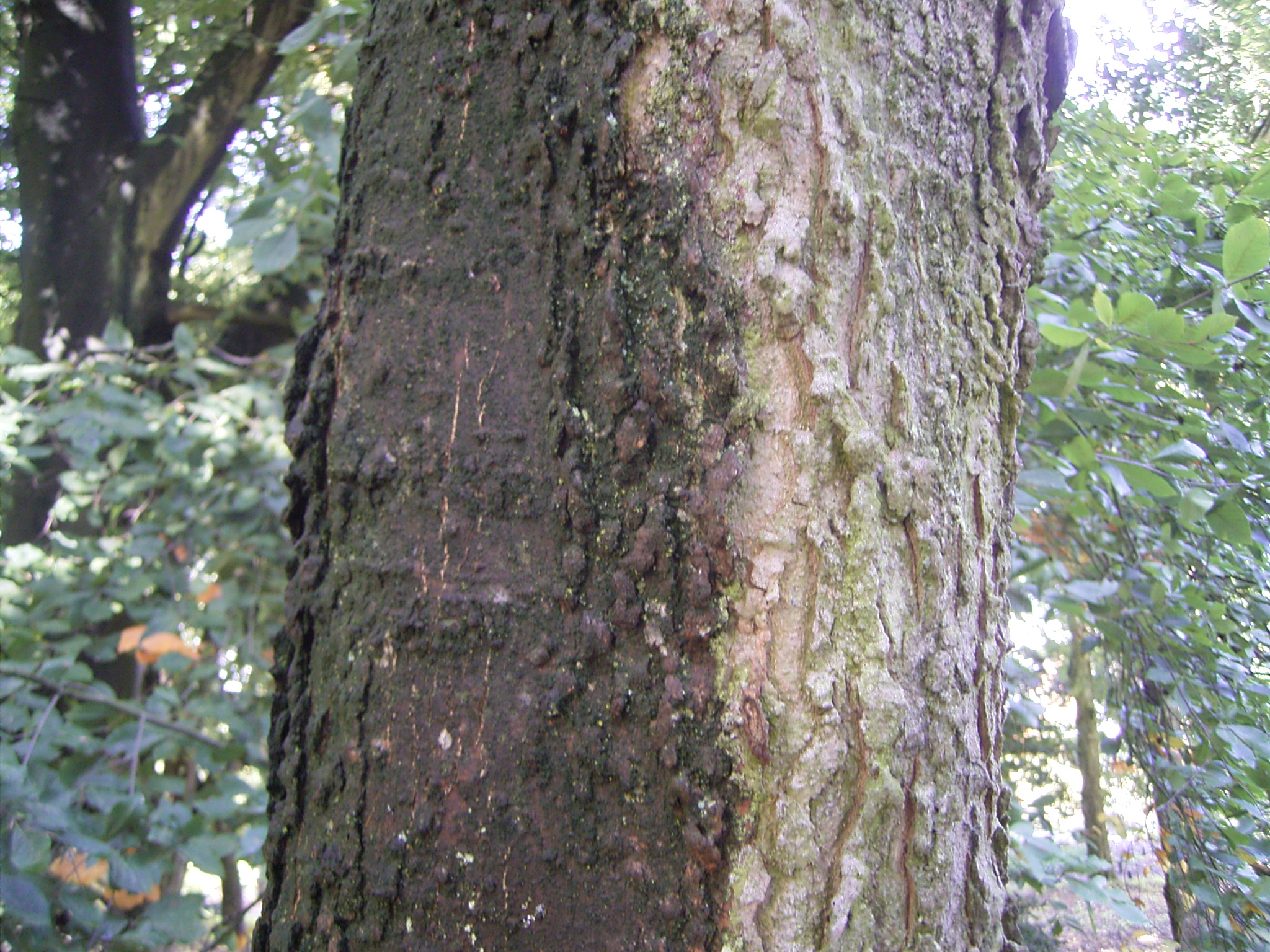
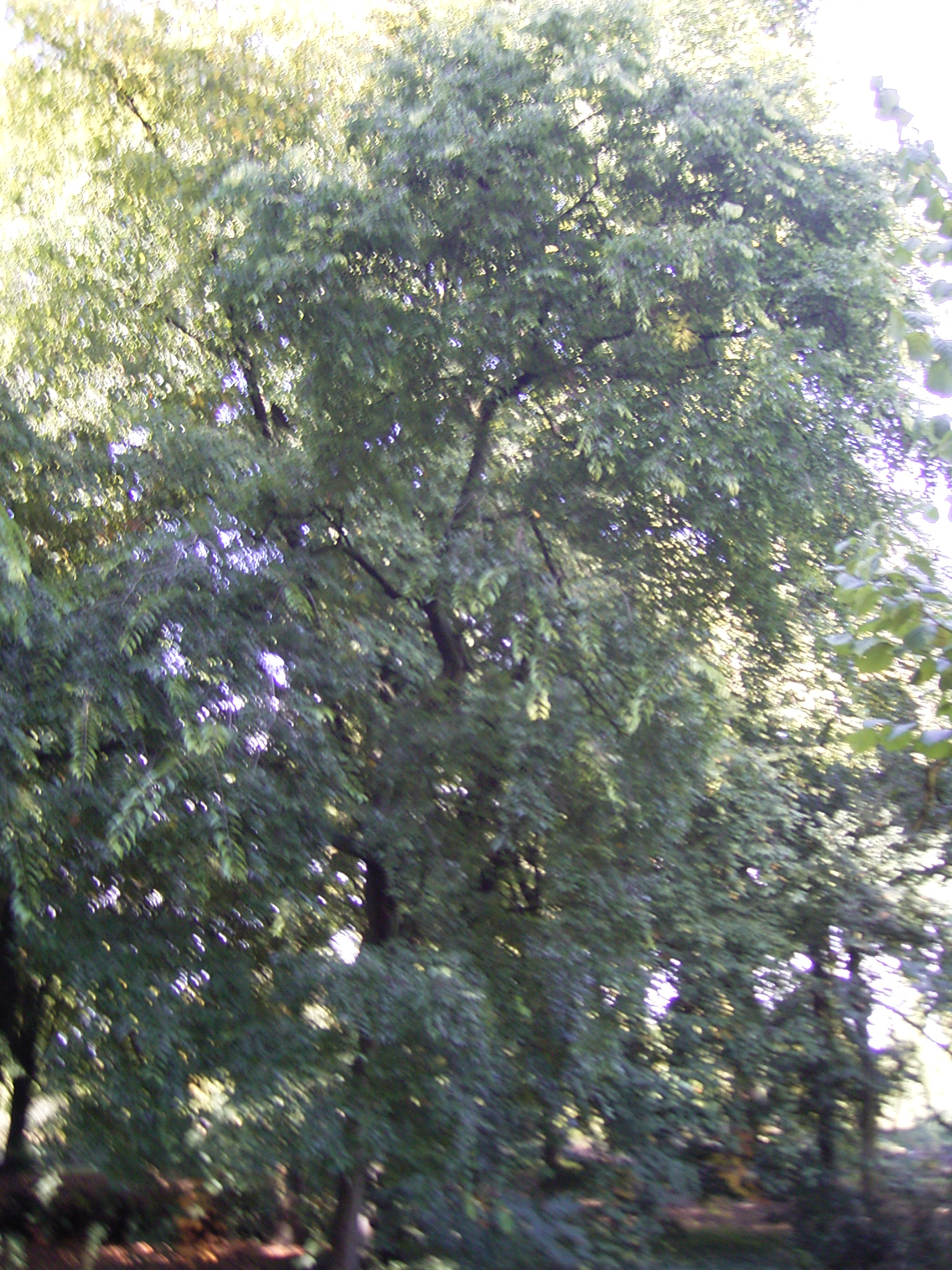
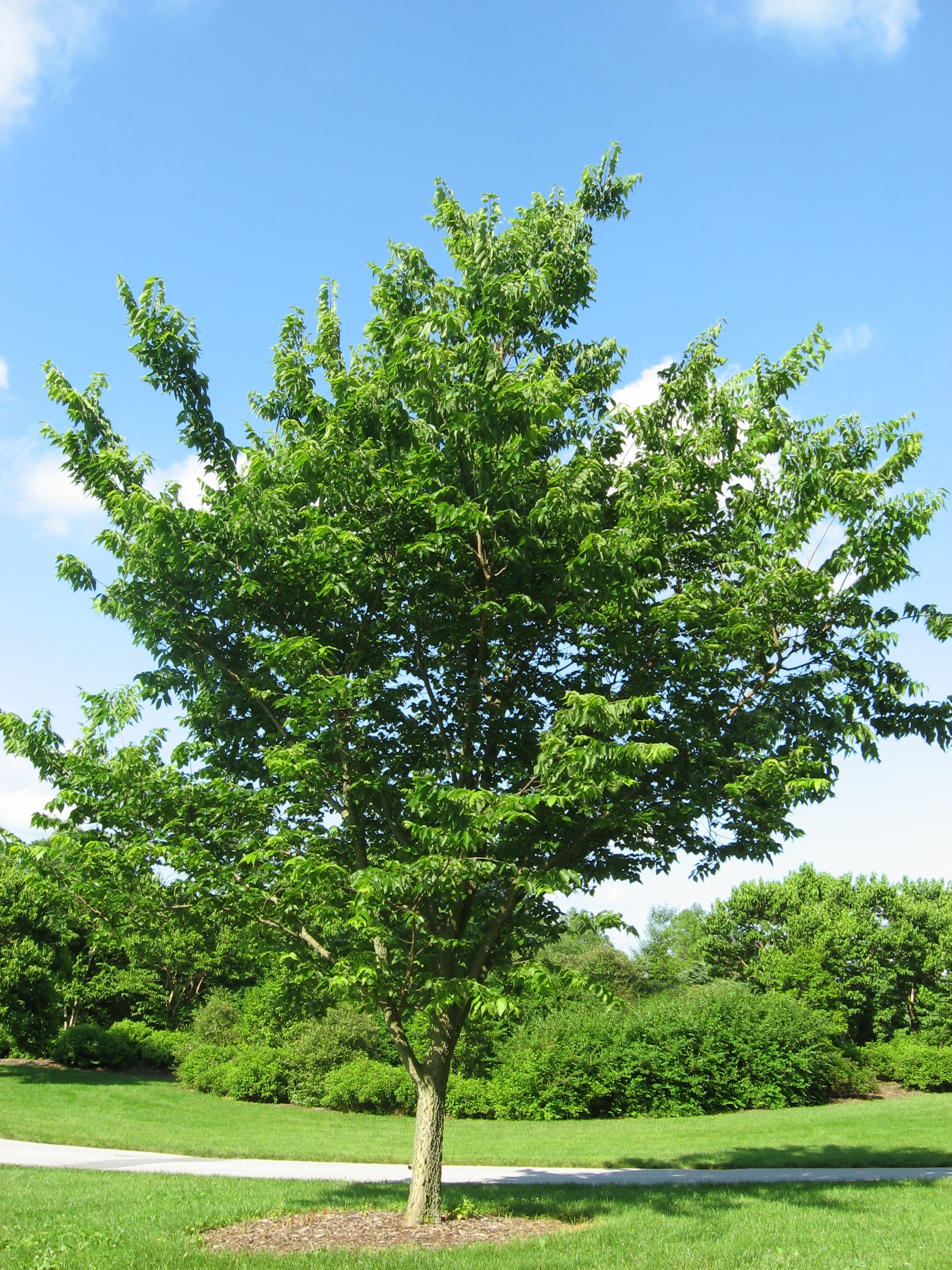
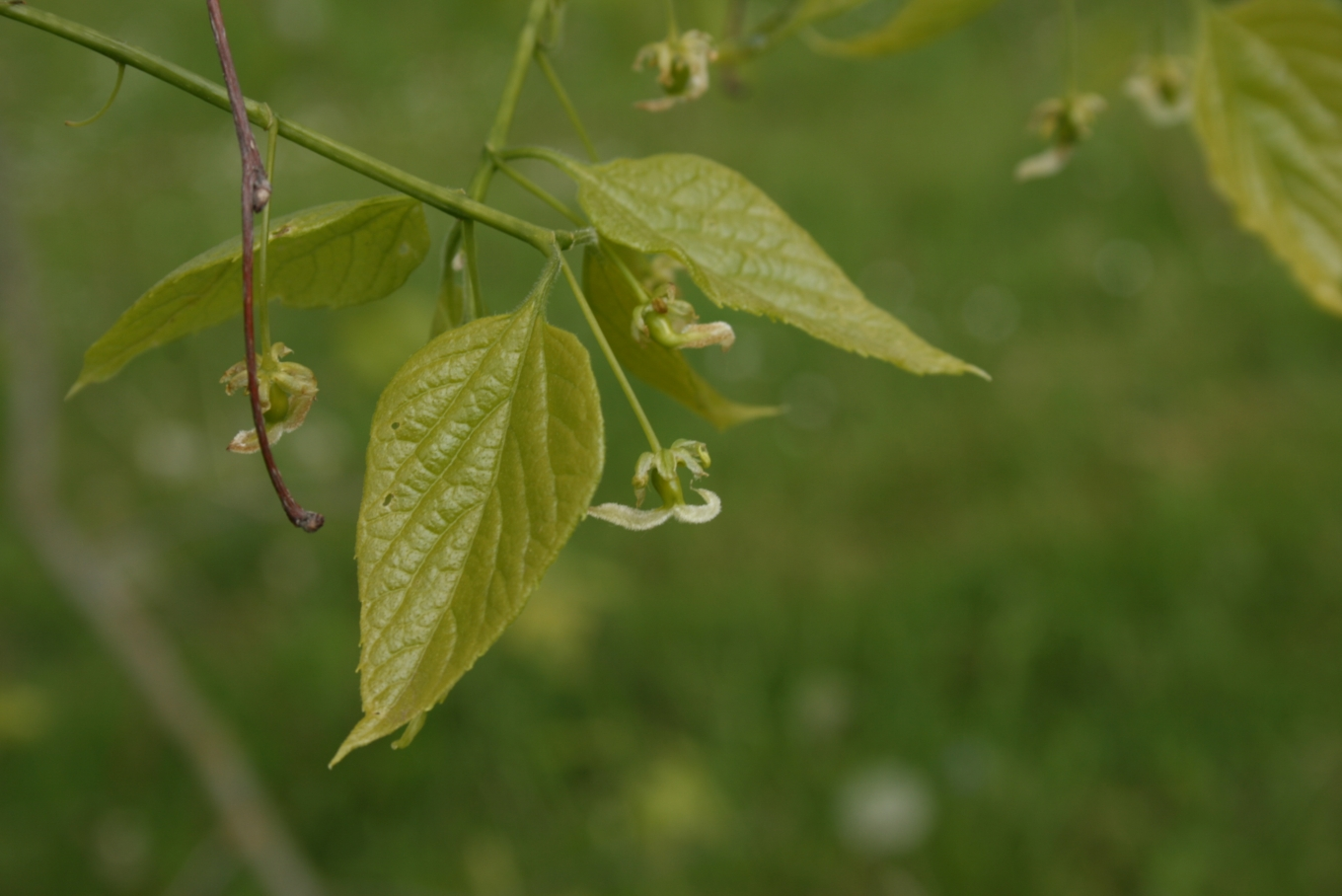
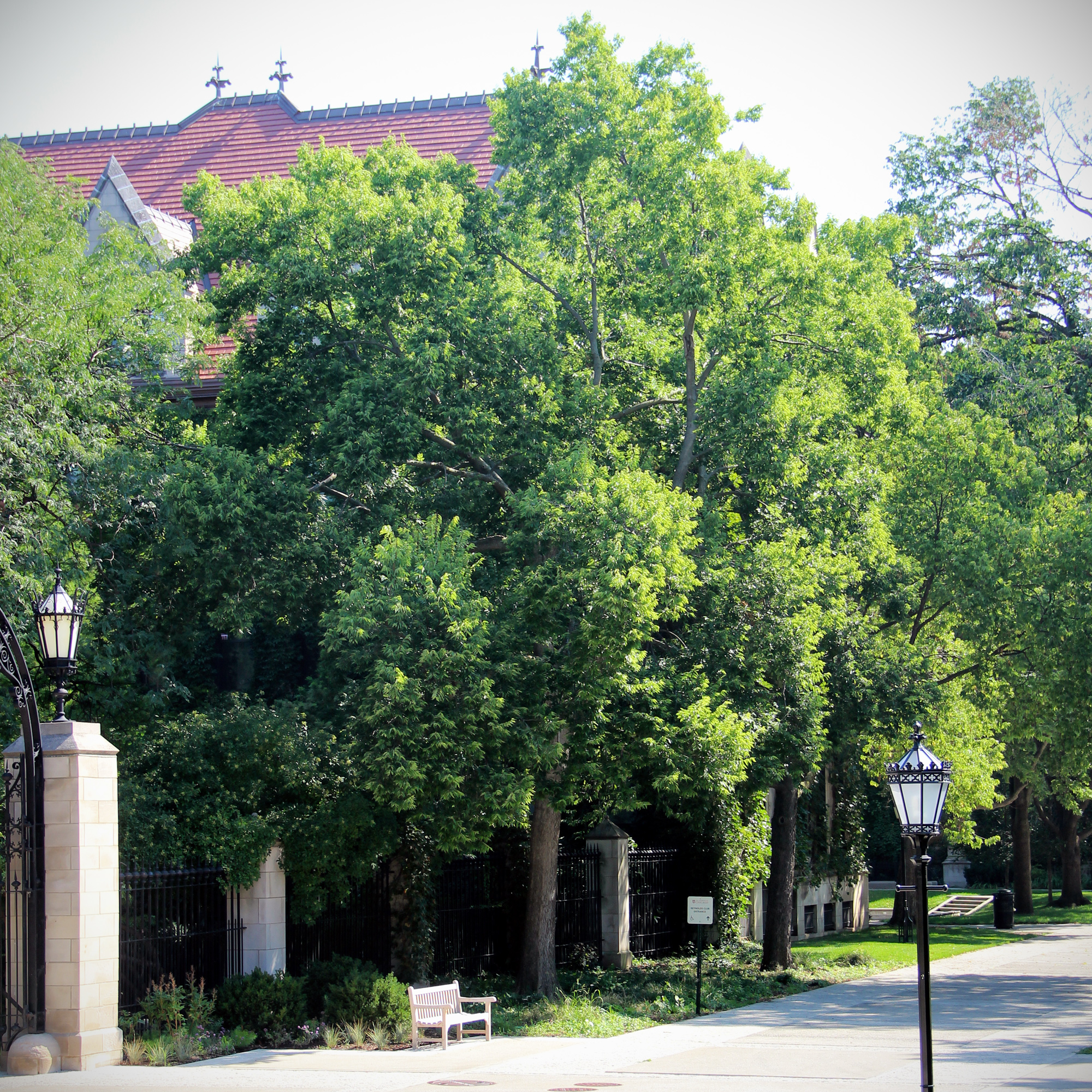
Bäralm i Chicago, USA